# Putauhina Nuggets
Die Putauhina Nuggets sind eine Inselgruppe vor Stewart Island in der Region Southland im Süden der Südinsel von Neuseeland.

## Geographie
Die Inselgruppe, die aus ca. 15 unterschiedlichen Insel und Felseninseln besteht, befindet sich westlich der Südwestspitze von Stewart Island und gehört zur südwestlichen Gruppe der Titi/Muttonbird Islands, die im Südwesten von Stewart Island liegt. Die Putauhina Nuggets kommen zusammen auf eine Gesamtgröße von rund 18,4 Hektar und verteilen sich über eine Entfernung von rund 2,8 km in Westsüdwest-Ostnordost-Richtung bis 30 m vor der Insel Putauhina Island. Die größte Insel der Gruppe befindet sich mit rund 5,8 Hektar ungefähr in der Mitte der Inselkette. Sie ist auch mit 59 m die höchste aller Inseln der Gruppe.
Taukihepa/Big South Cape Island liegt rund 1,7 km südöstlich der Inselgruppe und Tamaitemioka Island sowie Pohowaitai Island zwischen rund 1,5 km und 1,6 km in westnordwestlicher bis nordwestlicher Richtung.